# Elias Achouri
Elias Achouri (født 10. februar 1999) er en tunesisk fodboldspiller, der spiller for FC København.
Achouri er født i Frankrig, hvor han startede sin karriere på akademiet hos St. Etienne. Herefter skiftede han til portugisiske Vitória Guimarães, hvor han kom på U19-holdet og senere udlånt til C.D. Trofense. Han blev hentet til Viborg FF i sommeren 2022. Efter en imponerende sæson i Viborg skiftede han til FCK i sommeren 2023 i Viborgs indtil da største salg.
Achouri har fransk-tunesisk statsborgerskab og repræsenterer Tunesien på landsholdet, hvor han fik sin debut i 2022.